# Jan Mydlarski
Jan Tadeusz Mydlarski (ur. 14 października 1892 w Pilźnie, zm. 1 kwietnia 1956 we Wrocławiu) – polski antropolog, rektor Uniwersytetu Wrocławskiego (1951−1953).

## Życiorys
Urodził się w rodzinie Władysława i Adeli z Szumskich. Ukończył Szkołę Ludową w Pilźnie. Świadectwo dojrzałości otrzymał 1 czerwca 1911 w Prywatnym Gimnazjum im. Adama Mickiewicza we Lwowie. Studiował zoologię, antropologię i etnologię na ówczesnym Uniwersytecie Franciszkańskim we Lwowie. W latach 1911−1914 był członkiem Związku Strzeleckiego. W czasie I wojny światowej walczył w szeregach c. i k. armii. Jego oddziałem macierzystym był 5 pułk artylerii fortecznej. Na stopień podporucznika został mianowany ze starszeństwem z 1 sierpnia 1916 w korpusie oficerów rezerwy artylerii fortecznej. Następnie w latach 1918−1921 służył w Wojsku Polskim. 8 stycznia 1924 został zatwierdzony w stopniu kapitana ze starszeństwem z dniem 1 czerwca 1919 i 411. lokatą w korpusie oficerów rezerwy artylerii. Posiadał przydział w rezerwie do 8 pułku artylerii lekkiej w Płocku.
Po uzyskaniu w 1924 doktoratu został wykładowcą w Wyższej Szkole Wojennej, a po habilitacji podjął pracę na Uniwersytecie Warszawskim. Od 1931 był kierownikiem Zakładu Antropologii Centralnego Instytutu Wychowania Fizycznego. Swoje artykuły publikował m.in. w miesięczniku „Wychowanie Fizyczne”, organie prasowym wychowawców fizycznych, instruktorów i kierowników sportowych.
W czasie II wojny światowej był wykładowcą tajnego Uniwersytetu Ziem Zachodnich.
W PRL pracował na Uniwersytecie Marii Curie-Skłodowskiej w Lublinie i na Uniwersytecie Wrocławskim, którego w latach 1951−1953 był rektorem. Był członkiem Międzynarodowego Instytutu Antropologii w Paryżu, a od 1950 prezesem Polskiego Towarzystwa Antropologicznego. Był też założycielem i pierwszym kierownikiem (1953−1956) Zakładu Antropologii PAN we Wrocławiu. W 1952 r. został członkiem korespondentem PAN.
Był specjalistą w dziedzinie genetyki populacyjnej, ewolucjonizmu oraz serologii. Przedstawił koncepcję dziedziczenia grup krwi oraz wykazał modyfikowanie współczynników podobieństwa dzieci do rodziców przez procesy selekcyjne.
Od 1918 był mężem Janiny Drozdowskiej. Pochowany na Cmentarzu św. Wawrzyńca we Wrocławiu.

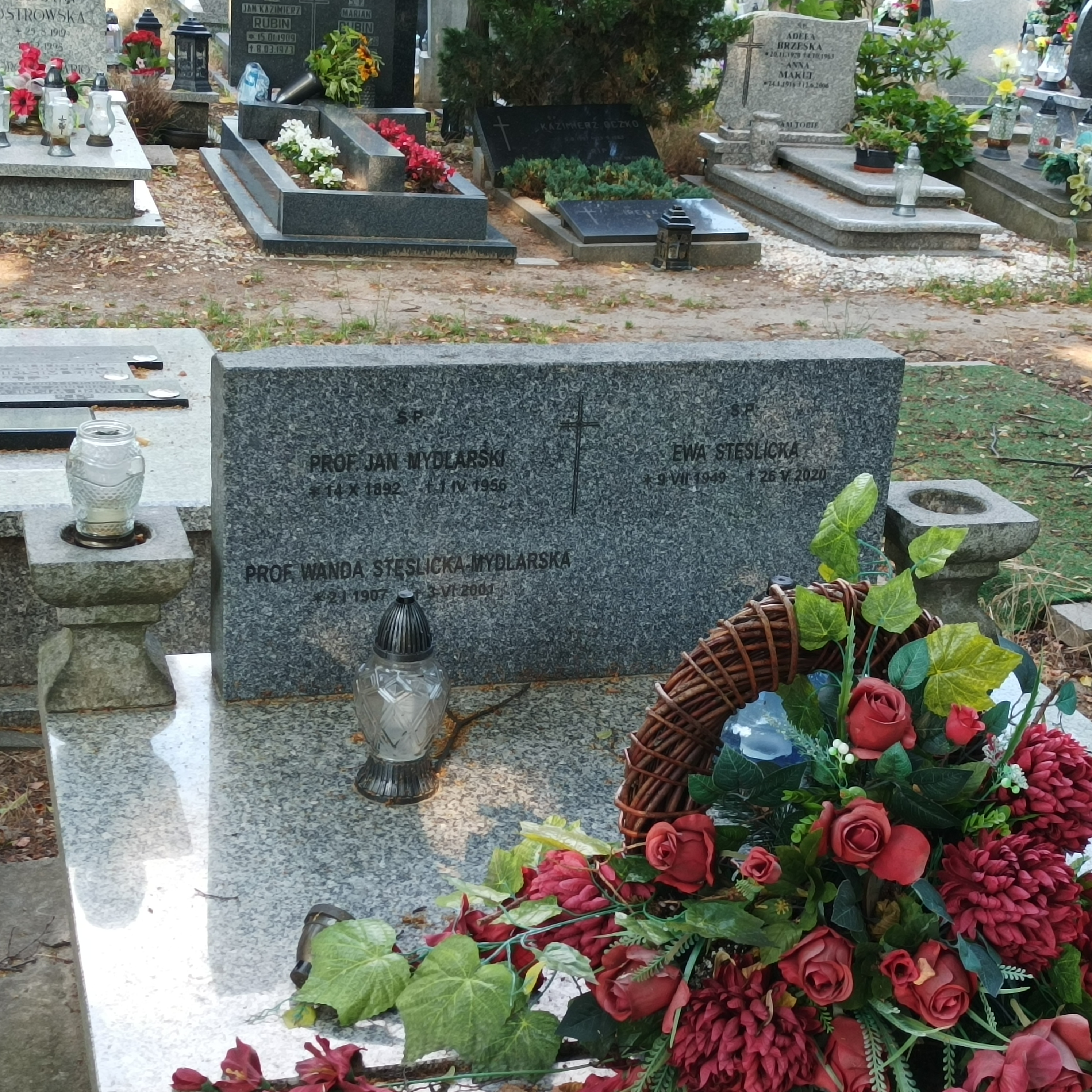
Grób prof. Jana Mydlarskiego i Wandy Stęślickiej na cmentarzu św. Wawrzyńca we Wrocławiu

## Prace
- Tabele miernika sprawności fizycznej dla młodzieży szkolnej (1935)
- Mechanizm ewolucji w odniesieniu do filogenezy człowieka (1946−1947)
- Mapa antropologiczna ludności Karpat (1947)
- Pochodzenie człowieka (1948)
- Drogi i bezdroża rozwoju człowieka (1951)

## Ordery i odznaczenia
- Krzyż Oficerski Orderu Odrodzenia Polski (28 września 1954)[13]
- Złoty Krzyż Zasługi (dwukrotnie: 9 listopada 1932[14], 8 sierpnia 1946[15])
- Medal Niepodległości (21 kwietnia 1937)[16]
- Medal Pamiątkowy za Wojnę 1918−1921[2]
- Medal Dziesięciolecia Odzyskanej Niepodległości[2]
- Medal 10-lecia Polski Ludowej (14 stycznia 1955)[17]
- Brązowy Medal za Długoletnią Służbę[2]
- Srebrny Medal Waleczności 1 klasy (Austro-Węgry)[18]
- Krzyż Wojskowy Karola (Austro-Węgry)[18]